# (300120) 2006 VO2
(300120) 2006 VO2 es un asteroide perteneciente al cinturón de asteroides, descubierto el 3 de noviembre de 2006 por el equipo del Observatorio de Investigación Astronómica (Charleston) desde el Observatorio de Investigación Astronómica (Charleston), Illinois, Estados Unidos.

## Designación y nombre
Designado provisionalmente como 2006 VO2.

## Características orbitales
2006 VO2 está situado a una distancia media del Sol de 3,199 ua, pudiendo alejarse hasta 3,776 ua y acercarse hasta 2,622 ua. Su excentricidad es 0,180 y la inclinación orbital 3,882 grados. Emplea 2090,27 días en completar una órbita alrededor del Sol.

## Características físicas
La magnitud absoluta de 2006 VO2 es 15,9.